# Obveznice indeksirane inflacijom
Obveznice indeksirane inflacijom (eng. inflation-indexed bonds, također inflation-linked bonds, kolokvijalno linkers)  su obveznice čija je otkupna cijena - za njene kupone (dijelovi koji periodično dospijevaju na naplatu, npr. svakih 6 mjeseci) ili za obveznicu u cjelini - vezana uz određeni indeks inflacije.
U široku uporabu uvedene su takve obveznice 1981. godine u Velikoj Britaniji, kao odgovor na nespremnost investitora da kupuju obveznice državnog duga u uvjetima visoke inflacije: makar su prinosi na državne dionice bili veći od 10 posto, u uvjetima visoke inflacije, to je bilo nedovoljno da pokrije realni pad vrijednosti novca. Danas je takva vrsta državnih obveznica uobičajena kod raznih država, te su 2019. godine Sjedinjene Američke Države financirale njima 1.455 od ukupno 16.899 milijardi eura ukupnog državnog duga; u toj zemlji je Ministarstvo financija (United States Department of the Treasury, USDT) obveznice indeksirane inflacijom (eng. Treasury Inflation Protected Securities, TIPS) počelo izdavati 1997. godine.
Investitori koriste takve obveznice za premošćivanje rizika (engl. hedge, još hedging) inflacije, a osobitost je da prinos na te obveznice često negativan, naime imatelji obveznica moraju izvršiti periodične uplate u državni proračun, u svim slučajevima u kojima je inflacija manja od prinosa na obveznicu.
Postoje burzovni fondovi (eng. exchange traded fund, ETF) koji su specijalizirani za zaštitu vrijednosti novca svojih ulagača od inflacije, putem ulaganja u obveznice indeksirane inflacijom.